# Marija Perekusichina
Marija Savvišna Perekusichina (Rjazan', 1739 – San Pietroburgo, 8 agosto 1824) è stata una nobile e scrittrice russa.
Amica della zarina Caterina II di Russia, fu sua confidente ed ebbe su di lei una certa influenza.

## Biografia
Proveniente da una nobile famiglia impoverita della provincia di Rjazan', non si hanno notizie di come Marija sia giunta alla corte imperiale russa, ma già nel 1760 la zarina presenziò al battesimo di sua nipote. Suo fratello Vasilij Savvič Perekusichin (1724-1788) ricevette una buona educazione e divenne poi senatore, quindi si presume che anche Marija abbia ricevuto un'istruzione adeguata al suo rango.
A corte la Perekusichina seppe farsi notare dalla zarina e si guadagnò il suo affetto al punto tale che "tutti i favoriti della seconda metà del secolo scorso erano sottoposti moralmente al vaglio della Perekusichina". Marija sfruttò ad ogni modo questa sua influenza sempre in maniera positiva, motivo per cui fu degnamente rispettata da tutti i suoi contemporanei che pure si rivolgevano a lei per ottenere favori da parte della zarina.

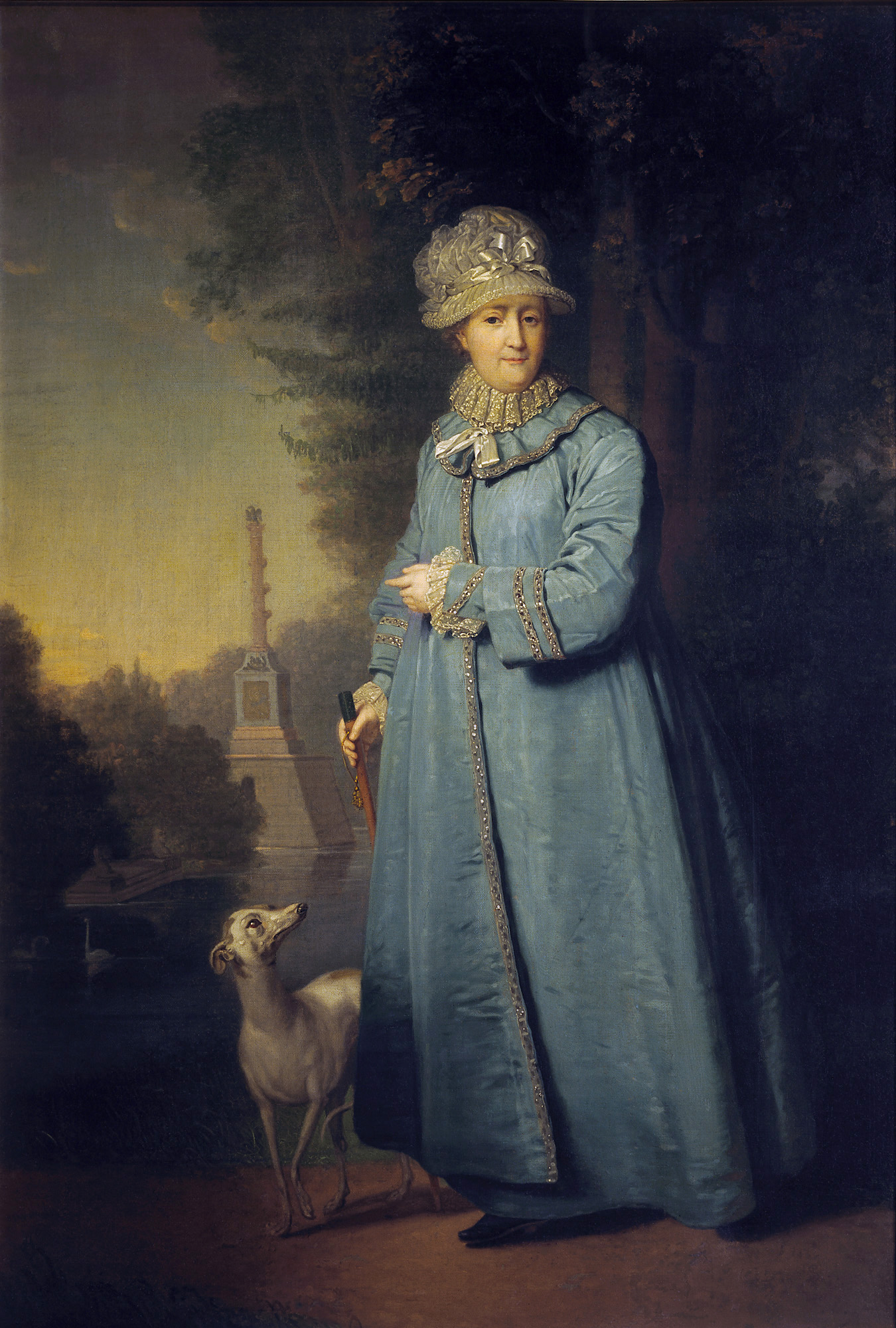
"Caterina II durante una passeggiata nel parco di Carskoe Selo" di Vladimir Lukič Borovikovskij. Il dipinto venne realizzato con la collaborazione di Maria Perekusichina che posò per il pittore negli abiti della zarina

La sua vicinanza alla zarina la rese un canale ufficioso ma necessario per fare richieste all'imperatrice. Durante il soggiorno di Caterina II in Crimea nel 1787, Caterina giunse a riprendere Grigorij Aleksandrovič Potëmkin che si era lamentato della continua presenza della Perekusichina. Fu presente alla morte di Caterina II ed in seguito scrisse le sue memorie su questi eventi.
Secondo i sostenitori del matrimonio segreto tra Caterina II e Potëmkin, Marija fu presente alla cerimonia assieme a Evgraf Aleksandrovič Čertkov e al nipote Aleksandr Nikolaevič Samojlov.
Prese parte alla creazione del famoso ritratto dell'imperatrice eseguito dal pittore Vladimir Borovikovskij dal titolo "Caterina II durante una passeggiata nel parco di Carskoe Selo". Borovikovskij, che necessitava della zarina per dipingere dal vivo, ma questa non poteva concedergli molto tempo durante la giornata e per questo motivo finì per far posare Marija al suo posto, indossando il suo vestito.
Dopo la morte di Caterina II, per decreto di Paolo I di Russia, Marija venne licenziata dalla corte col pagamento di una pensione di 1200 rubli l'anno. Le venne concessa inoltre un'abitazione al civico 243 della Promenade des Anglais (ex proprietà del banchiere di Sutherland) assieme a 4517 acri di terra nella provincia di Rjazan' da dove era originaria.
Morì a San Pietroburgo nel 1824, lontana dalla corte e dalla società, in completa oscurità. Fu sepolta nel cimitero di Lazarevskoe del santuario di Aleksandr Nevskij.